# باول بورويل
باول بورويل (بالإنجليزية: Paul Burwell)‏ هو فنان أداء بريطاني، ولد في 24 أبريل 1949، وتوفي في 4 فبراير 2007.

## وصلات خارجية
- باول بورويل على موقع ميوزك برينز (الإنجليزية)
- باول بورويل على موقع ديسكوغز (الإنجليزية)